# Wilhelm I. (Provence)

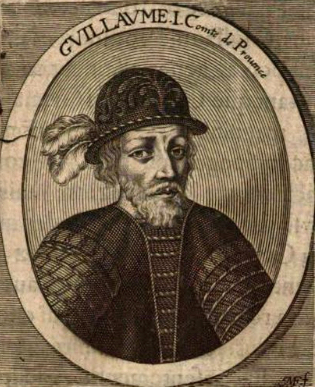
Wilhelm I.

Wilhelm I.  genannt der Befreier (französisch Guillaume I. le Libérateur; † 993) war Graf und später Markgraf von Provence sowie als Wilhelm II. Graf von Arles. Er war der jüngere Sohn der Grafen Boso II. und der Constance von Provence aus dem Haus der Buviniden.

## Leben
970 war Wilhelm Graf von Arles und Provence, 979 nahm er den Titel eines Markgrafen von Provence an, was ihn vor allem – gegenüber seinem älteren Bruder Graf Rotbald II. – als Oberhaupt der Familie bezeichnet. Ob damit eine tatsächliche Teilung des Landes oder eine gemeinsame Regierung verbunden war, ist unbekannt.
Er erhielt seinen Beinamen aufgrund seiner Siege über die Sarazenen, durch die er die Provence von dieser Bedrohung befreite. Dieser Volksstamm war seit der Errichtung ihrer Basis in Fraxinetum (La Garde-Freinet) beständig. In der Schlacht von Tourtour 973 verjagte er sie mit Unterstützung der Grafen aus den Alpen, der Vizegrafschaft von Marseille und den Grafen aus Fos-sur-Mer endgültig aus dem Land. Er reorganisierte das Land östlich der Rhone, das König Konrad III. von Burgund ihm zugesprochen und das er den Sarazenen weggenommen hatte. Mit königlicher Zustimmung kontrollierten er und seine Nachkommen auch den provenzalischen Fiscus. Er und der Bischof von Grenoble, Isarn, siedelten in der Dauphiné wieder Menschen an. Bei Fréjus wurde 970 ein Italiener namens Ugo Blavia als Graf eingesetzt. Aufgrund seiner Leistungen wird er in Rodulfus Glabers Chronik als Dux und in einem Dokument aus dem Jahr 992 als Pater patriae bezeichnet.
Er beschenkte die Abtei Cluny und zog sich gegen Ende seines Lebens in ein Kloster zurück. Er starb in Avignon und wurde in der Kirche Saint-Croix in Sarrians beerdigt. Sein Nachfolger als Markgraf wurde sein Bruder.

### Ehen
Er heiratete in erster Ehe Arsenda von Comminges, 984/986 dann in zweiter Ehe – gegen den Willen des Papstes – 984/86 Adelheid (Blanche) von Anjou († 1026), Tochter von Fulko II., Graf von Anjou, die Witwe des Grafen Stephan (Étienne) von Gévaudan und geschiedene Ehefrau des Königs Ludwig V. der Faule von Frankreich.

### Nachkommen
Aus der ersten Ehe stammt Wilhelms Erbe:
- Wilhelm II. (auch: Guillaume III. oder Wilhelm III.) (992 minderjährig, † 1018 vor dem 30. Mai) Graf von Provence 994-1018; ⚭ um 1002 Gerberga von Burgund († 1020/23) aus dem Haus Burgund-Ivrea, Tochter des Grafen Otto Wilhelm von Burgund

Aus seiner zweiten Ehe stammen seine Töchter:
- Konstanze († 28. Juli 1032), ⚭ zwischen August 1001 und 25. August 1002 Robert II. der Fromme König von Frankreich (Kapetinger)
- Irmengard, ⚭ Robert I. Graf von Auvergne

Darüber hinaus hatte er vermutlich zwei weitere Kinder:
- Odilia de Nizza, wohl aus der ersten Ehe, ⚭ 1) Miron Vizegraf von Sisteron aus dem Haus Barcelona; ⚭ 2) um 1004 Laugier Graf von Nizza
- Toda, wohl aus der zweiten Ehe, ⚭ um 992 Bernhard I. Taillefer (Bernardo I. Tallaferro) Graf von Besalú und Ripoli